# Holmes Herbert
Holmes Herbert, rojstno ime Horace Edward Jenner, angleški filmski igralec, * 30. julij 1882, Mansfield, Nottinghamshire, Anglija, † 26. december 1956, Hollywood, Kalifornija, ZDA .
Herbert se je rodil pod imenom Horace Edward Jenner. Leta 1912 je emigriral v ZDA. Bil je prvi sin Neda Herberta (rojenega Edward Jenner), ki je delal kot igralec-komedijant v Angleškem gledališču. V svoji domovini ni Holmes Herbert nikoli posnel nobenega filma, a se je zato v času svoje kariere v ZDA pojavil v 228 filmih. Sprva je igral odločne glavne vloge v nemih filmih, od začetka zvočnega filma dalje pa se je v hollywoodskih filmih pojavljal v številnih stranskih vlogah. Med drugim je nastopil v filmih Captain Blood (1935), Napad lahke konjenice (1936), The Life of Emile Zola (1937), The Adventures of Robin Hood (1938) in Foreign Correspondent (1940).
Gledalcem se je verjetno najbolj vtisnil v spomin z vlogo dr. Lanyona, prijatelja dr. Jekylla, iz filma Dr. Jekyll and Mr. Hyde (1931). Ime si je ustvaril tudi v grozljivkah tistega časa. Nastopil je v naslednjih grozljivkah:  The Terror (1928), The Thirteenth Chair (1929 in 1937), The Mystery of the Wax Museum (1933), The Invisible Man (1933), Mark of the Vampire (1935), Tower of London (1939), The Ghost of Frankenstein (1942), The Undying Monster (1942), The Mummy's Curse in The Son of Dr. Jekyll (1952).
V 40. letih se je pojavil tudi v številnih filmih iz filmske serije Universal Studiosa o Sherlocku Holmesu, v kateri sta zablestela Basil Rathbone kot Sherlock Holmes in Nigel Bruce kot dr. Watson.

## Zasebno življenje
Od aktivne igralske kariere se je poslovil leta 1952 in nato umrl štiri leta kasneje. Poročil se je trikrat, od tega enkrat z igralko Beryl Mercer, ki mu je povila edinega otroka. V času smrti je bil star 74 let. Pokopali so ga na pokopališču Forest Lawn Memorial Park Cemetery v Glendalu, Kalifornija.